# Sonny Bradley
Sonny Bradley (sinh ngày 13 tháng 9 năm 1991) là một cầu thủ bóng đá chuyên nghiệp người Anh thi đấu ở vị trí trung vệ cho câu lạc bộ Derby County.